# Aulacoserica konduensis
Aulacoserica konduensis är en skalbaggsart som beskrevs av Moser 1919. Aulacoserica konduensis ingår i släktet Aulacoserica och familjen Melolonthidae. Inga underarter finns listade.